# 中隊

NATO軍の歩兵中隊を表す兵科記号

中隊（ちゅうたい）は、軍隊の部隊編成の単位で、小隊の上、大隊の下に位置する。一般的には歩兵なら約200名（4個小隊相当）、砲兵では4門から6門だが、兵科、装備、時代によって規模は様々である。
西洋語では兵科によって異なる語を当てる。英語にすると、歩兵と工兵の中隊はcompany、砲兵はbattery、騎兵や戦車、装甲車はtroop、ヘリコプターなどの部隊はsquadronである（squadronは、空軍や海軍航空隊の飛行隊の意味もある）また、警察（機動隊など）や消防などにも中隊単位の編成がされる場合もある。

## 概説
黎明期の近代陸軍では、部下の兵士全員を自分一人の肉声が届く限りの範囲内において指揮する最上位の指揮官が、大尉の務める中隊長であった。戦場における直接戦術指揮は中隊長が執り、具体的にどの敵（部隊）を攻撃するかを選択したり、前進・後退の速度や方向を調整したりする命令は中隊長自らが発した。その麾下にある小隊長以下は自身では戦術判断をすることなく、あくまで一丸となっての集団行動だけが求められた。
19世紀から20世紀に入って火砲の進化とともに歩兵の散兵化が進むと、部隊の行動単位は細分化するようになり、一人の中隊長が全てを掌握する方式は自ずと放棄された。他方、砲兵においては中隊単位の射撃管制がその後も維持された。
このように役割は変化してきたが、中隊の構成人数は、おおむね100名から230名の範囲である。これは、人間が安定的な社会関係を維持できる人数の上限とされるダンバー数に近い。
なお、海軍（海上自衛隊）では、下士官兵（曹士）の指導監督および身上取扱に関して分隊長が、陸軍（陸上自衛隊）でいう中隊長に近い役割を果たす。

## 旧日本陸軍

### 中隊の定員
明治23年（1890年）11月1日制定時の「陸軍定員令」（明治23年11月1日勅令第267号）によると、当時の各兵科の連隊および大隊における中隊の平時定員は次の通りであった。
- 歩兵：136名
- 騎兵：159名
- 野戦砲兵・近衛砲兵：111名
- 要塞砲兵：134名
- 工兵・近衛砲兵：126名
- 輜重兵：290名（輸卒を除くと110名）
- 近衛輜重兵：220名（輸卒を除くと100名）
- 屯田歩兵：221名

### 歩兵連隊の中隊
明治23年（1890年）11月1日制定時の「陸軍定員令」（明治23年11月1日勅令第267号）によると、当時の歩兵連隊における中隊の平時定員は次の通りであった。歩兵連隊の中隊長には乗馬の割当てはなかった。歩兵中隊は、将校5名、下士10名、兵卒120名、看護手1名の136名からなっていた。
- 将校
  - 大尉（1名）：中隊長
  - 中尉（2名）
  - 少尉（2名）
- 下士官
  - 曹長（1名）
  - 一等軍曹（5名）：内1名は給養掛の分課。
  - 二等軍曹（4名）
- 兵卒：内4名は喇叭手。一等卒および二等卒中には、縫工卒2名、靴工卒2名を含む。
  - 上等兵（16名）
  - 一等卒（36名）
  - 二等卒（68名）
- 看護手（1名）

### 平時編成歩兵中隊の幹部
今次大戦中の内地にある平時編成の歩兵中隊の幹部は次のような構成となっていた。
- 中隊長（大尉）、本部の諸委員（兵器・経理など）を兼務することがある。
- 中隊附将校（中尉・少尉3名または4名）、初年兵教育掛・古兵教育掛・本部勤務・諸委員など適宜分担
- 人事掛（准尉、以前は特務曹長）内務掛と称することもある。
- 経理掛ないし給養掛（曹長）庶務掛と称することもある。
- 兵器掛（軍曹）
- 被服掛（軍曹）
- 陣営具掛（軍曹ないし伍長）
- 内務班長（軍曹）数名（平時定員が150名程度なので、1班から5班くらいと考えられる）
- 内務班附（伍長）1班につき1名ないし2名程度
- 週番下士官（軍曹ないし伍長）中隊附下士官が輪番で就き、部隊の週番司令（佐官級の宿直主任将校）の指揮下にある。

准尉・曹長が複数いる場合は、人事掛以外の准尉に馬掛・演習掛・教育掛などを適宜担当させ、兵器掛が曹長であることがあった。准尉・曹長複数あるのは動員部隊用に幹部を増員したことがあったため。
中隊附将校が不足している場合は、見習士官に少尉の代行をさせた。見習士官は士官学校・予備士官学校から部隊に派遣されてくる士官待遇の生徒（階級は曹長で下士官中の先任とされる）で、文字通り中隊で幹部の実務を見習うのが仕事である。見習士官は部隊実習の任期途中から将校勤務となり、階級は曹長であるが准尉の上位者となる。
また中隊内には幼年学校生徒（下士官ないし上等兵待遇）が派遣されてきて、部隊下士官の実務を実習することがある。
「幹部」は将校・准士官・下士官の総称である。下士官のうち中隊附諸官に挙げられているのは経理掛（ないし給養掛）と兵器掛がそれであって、他の掛や内務班長は中隊附諸官とは言わない。なお中隊の掛や班に属さない下士官もあり、大隊本部や聯隊本部ないし部隊外の諸機関に勤務していたり、学校・教導部隊に分遣されていたりすることがある。この場合も籍はあくまで中隊の所属となっている。
執務場所は、中隊長が中隊長室（個室）、将校は中隊の将校室（1部屋雑居）、准士官・下士官は中隊事務室、准尉は人事を扱うため面接などに使う個室を別に持つ場合がある、兵器掛は中隊兵器庫、被服掛は中隊被服庫で助手や使役の兵隊を指揮監督していることが多い。内務班長・班附下士官は内務班の隣に下士官室を持ち、下士官のみで雑居している。中隊には食事から給与・被服・兵器・陣営具と金銭・物品会計の事務があって、准尉・曹長は専ら机にしがみついて、これらに必要な書類・計算を正確に処理しなければならず、これに動員下令があると処理量は倍増し、非常に繁忙となった。各掛には助手の上等兵が附くが、読書算盤の達者な一等兵以下を使役兵として事務室勤務にすることも行われていた。また、お茶汲として中隊長室・事務室には当番がつけられた。
平時の幹部は全員が現役軍人であるのが原則だが、戦時になり動員令が降（くだ）ると、予備役の将校准士官下士官が大量に応召してきて、現役幹部の占める率は急激に減ずる。昭和12年（1937年）以降は動員部隊が急激に膨張したため、むしろ内地の留守部隊においては現役将校が珍しい存在となっていく。終戦近くになると、幹部不足のため大隊長を大尉、中隊長を中尉が務めることが多くなってしまう。尉官の進級は年功序列となっているので、中隊長は30歳を越えている場合が多く、少佐になっても佐官は抜擢進級となるので、陸軍大学校を出ない者は中少佐で現役定限年齢（いわゆる定年）を迎えて予備役編入（退職）となることが多かった。そのまま下士官から進級してきた准士官の現役准尉になると30歳代後半の老巧者（予備役編入は40歳）が多かった。
下士官も予備役応召の下士官適任証を持つ上等兵が「志願にあらざる下士官」として伍長を命ぜられ、そのまま復員・応召を幾度も繰り返して進級していく例が多くなる。平時は上級者がつかえているので30歳を越えないと准尉まで進級するのは難しかったが、戦時には現役優秀者で29歳くらいに准尉に進級することがあった。
生活は現役軍人の給与がインフレに対応しきれず、昭和に入ってからは総じて貧乏であり、役所の文官の給与にあてはめれば、だいたい中隊長が本省係長（警察における警部）、将校・准士官は本雇いの係員（統括警部補）、下士官は雇員（警部補・巡査部長）の水準と考えられる。特に下士官は任期制で、任期ごとに現役志願を繰返す方式であった。任期の切れた時に民間に転職する者も多くあり、世の中の景気の良い時は下士官が不足すると云う現象が起きた。
下士官は原則として営内居住であり、曹長・古参の軍曹には中隊兵舎内に個室が与えられた。古参の曹長は願い出れば営外居住が認められた。その住まいは下宿や間借が多く、准尉になって給与が上がると、やっと一戸建ての借家に入ることができた。中少尉はやはり下宿か間借が多く、大尉になると体裁上からも借家に移る者が多い。これは戯言に「貧乏少尉、遣繰り中尉、やっとこ大尉」といわれていた。将校の被服・個人携帯兵器（軍刀・拳銃・双眼鏡など）は、少尉になった時の任官手当を除いて、それ以降は自弁であり、家計を遣繰りして調達しなければならなかった。
将校には転勤があり、他の師管に移ることがあった。下士官が原隊から移動することは稀で、他部隊に移ることはあっても、同一師管内もしくは戦時に編成される動員部隊となることが原則であった。なお関東軍の満州事変以前の鉄道守備隊の下士官兵は全国各地の予備役のうちから志願した者から成っており、例外である。
なお「私的制裁」であるが、幹部はこれに関与することは原則としてなく、専ら古参兵が初年兵を苛めるものと、内務班の初年兵掛（上等兵ないし兵長）が任務の必要から新兵に教育的指導を施すものとがあった。私的制裁禁止の達示は上層部から何度か出ているが、准尉や内務班長がきちんと統制しないと徹底しないことがあった。また、准尉そのものが「近頃の初年兵はたるんどる」と言い、暗に締上げを示唆することもあった。また、地方によっては私的制裁の伝統がまったくない部隊もある。地方ごとの若者宿の伝統的な苛め儀式が、そのまま兵営に持込まれたとする見方もある。

## 陸上自衛隊

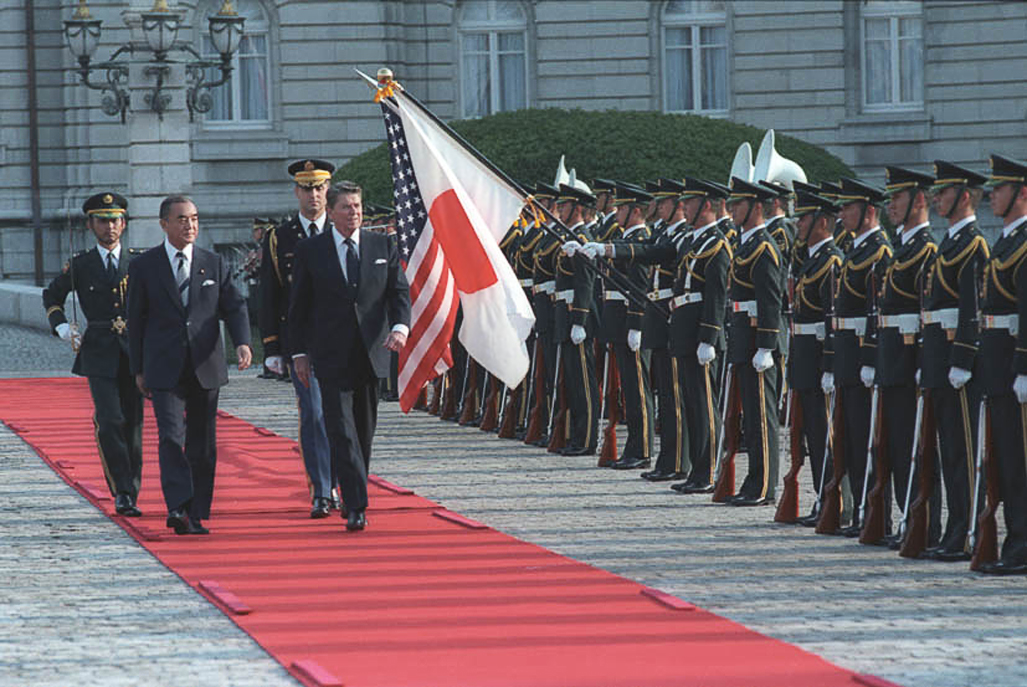
1986年、米国レーガン大統領に対する儀仗を実施する第302保安中隊

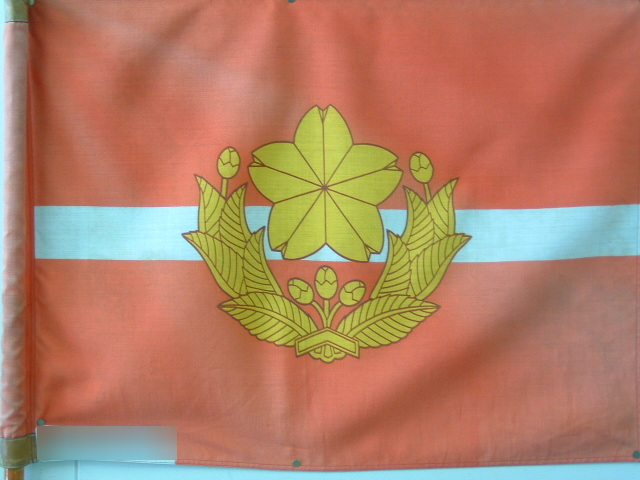
普通科中隊旗（甲）で3等陸佐が中隊長の指定職である部隊、普通科連隊の隷下中隊や師団などの直轄の普通科職種中隊などはこの旗が授与される

陸上自衛隊の普通科連隊には、大隊は置かれず、普通科連隊のすぐ下に普通科中隊などが置かれている。そして、状況に応じて中隊戦闘群（これは諸兵科連合部隊で、規模は大隊に匹敵する。これを事実上の大隊結節と見ることもできる）を編成することがあるため、3等陸佐（少佐相当。旧軍や大隊を存置している外国軍などでは、一般的に中隊長ではなく大隊長に充てられることが多い）と比較的高位の階級の自衛官が当てられることもある。なお、特科大隊隷下の射撃中隊においては中隊が最小の部隊単位となっており、指揮官職である中隊長および中隊旗（乙）も充てられているとはいえ、その人員などの規模は普通科でいう小隊クラスの編成である。
- 普通科部隊における中隊の編成については普通科 (陸上自衛隊)を参照。
- 各方面警務隊直轄の警務科部隊については保安警務中隊を参照。

### 中隊本部の構成
中隊長
- 普通科・戦車等編成上連隊もしくは1等陸佐職の隊編成隷下の中隊長：3等陸佐または1等陸尉が充てられる。諸職種混成による部隊運用の関係上、通常は3等陸佐が充てられているが、幹部充足の低下により大半は1等陸尉が着任する。
- 特科連隊（群）等の大隊および通信・施設等の群（大隊）直轄隷下の中隊長：1等陸尉もしくは2等陸尉が充てられる[注 1][注 2]。
- 後方支援隊（連隊）の中隊長：原則として3等陸佐もしくは1等陸尉が充てられる。
- 戦車隊の中隊長：原則として1等陸尉が充てられる。
- 方面輸送隊の隷下中隊長の一部[注 3]：編成上1等陸尉が充てられ小銃装備となる。
- その他：一部部隊は指揮運用の都合（主に駐屯地司令兼務もしくは稀であるが在任中に昇任）により2等陸佐が充てられる[注 4]。

副中隊長（任意的）陸尉（准陸尉を含まない）が充てられる。中隊長の補佐・不在時における代行などが職務である。主に師団（旅団）などの直轄部隊および重要視される部隊、部隊規模が大隊規模に準ずる中隊、連隊などとは本隊とは遠方に配置された中隊に配置。具体的な運用例などは第9普通科連隊を参照。運用訓練幹部として勤務していた1尉職の自衛官が中隊長と同一の階級である3佐職に昇任した場合は、自動的に副中隊長職に指定される場合もある。（定期異動するまでの暫定扱い）また、中隊長が駐屯地司令を兼務する場合、副中隊長は3等陸佐の階級を指定された自衛官が上番する。
係幹部中隊に勤務する幹部または准陸尉が、中隊長から中隊の業務を割り当てられる。中隊長らの命を受け、分担させられた業務区分に応じ、その業務の実施につき係陸曹陸士および営内班長を指導監督する。運用訓練幹部などが置かれている。
通常は「運用訓練幹部」・「後方幹部」・「1 - 4小隊長」など編成上必要とされる役職を指定される。
上級曹長（旧中隊付准尉）准陸尉 - 1等陸曹が充てられる。通常は「先任」と呼ばれる。命令または会報の伝達責任者でもある。中隊もしくは隊（科）など、隊本部における最上級陸曹である。部隊内における営内者の外出権限において中隊長の次に権限を持つ（実質的には外出申請において最終的に捺印される関係で最高権限がある）。

### 中隊長
中隊は、部隊構成単位上、基本的な役割を果たすものであり、中隊長には幹部任官後数年以上を経た者が就くことから、中隊長には様々な権限が与えられている。
- 服務指導：中隊長らは、営内服務にあたっては、部下と真に一体となって率先垂範に努め、隊員相互の親和を助長し、もって中隊長らを核心として強固に団結した中隊などをつくり上げなければならないものとされている[1]。
- 懲戒権：その指揮監督下にある自衛官に対し懲戒処分を行うことができる部隊長としては最小単位のものである。幹部自衛官に対しては戒告、准尉・曹または士たる自衛官に対しては、軽処分を行うことができる[2]。
- 外出許可権：中隊に勤務する自衛官に対する外出許可権を有する。（但し、この許可権は名目的なもので実務上は中隊付准尉や先任陸曹に委譲している）なお、自動車教習所への教育入校や隷下小隊が他駐屯地に移駐している場合に限り、当該部隊長もしくは隷下小隊長に外出に関する権限を委譲する場合もある。部隊が中隊に準ずる隊編成もしくは部隊隷下に中隊が設置されていない1佐職の隊長が指揮官の部隊においては当該部隊長がその許可権を持つ[3]。

### 普通科の中隊
- 本部管理中隊（ほんぶかんりちゅうたい）は、普通科連隊、即応機動連隊、中央即応連隊、普通科教導連隊等隷下に編成されている。

「本管中隊」、「本管」と略して呼ばれる時がある。部隊符号は、HQCo。
- 本部中隊（ほんぶちゅうたい）は、空挺団、警備隊、普通科大隊等隷下に編成される普通科部隊である。

- 普通科中隊（ふつうかちゅうたい）は、普通科連隊、即応機動連隊、中央即応連隊、警備隊、普通科教導連隊、部隊訓練評価隊等隷下に編成される普通科部隊である。

通し番号がついていることから「ナンバー中隊」と呼ばれる時がある。小銃等の軽火器を装備して近接戦闘を行う。廃止された第1混成群隷下には独立中隊として編合されていた。
- 重迫撃砲中隊（じゅうはくげきほうちゅうたい）は、普通科連隊、普通科教導連隊等隷下に編成される普通科部隊である。重迫撃砲を装備し、火力戦闘を行う。

- 対戦車中隊（たいせんしゃちゅうたい）は、水陸機動連隊等隷下に編成される普通科（対戦車）部隊である。

過去に編成されていた部隊として、旅団隷下に旅団長直轄の対戦車中隊が、師団の普通科連隊の一部に対戦車中隊が、普通科教導連隊隷下に編成されていた。
普通科連隊直轄部隊は、79式対舟艇対戦車誘導弾を保有し4個対戦車小隊（1個小隊は2個射撃分隊で発射装置は1個射撃分隊で2個装置）で編成されていた。
「対戦車隊」を参照。
- 対舟艇対戦車中隊（たいしゅていたいせんしゃちゅうたい）は、第2師団隷下に師団長直轄部隊として編成される普通科（対舟艇対戦車）部隊である。

### 野戦特科の中隊
- 本部中隊（ほんぶちゅうたい）は、特科連隊等隷下に編成されている。特科団隷下に編合されている。

- 本部管理中隊（ほんぶかんりちゅうたい）は、地対艦ミサイル連隊、特科大隊等隷下に編成されている。
- 射撃中隊（しゃげきちゅうたい）は、地対艦ミサイル連隊、特科大隊等隷下に編成されている。
- 地対艦ミサイル中隊（ちたいかんミサイルちゅうたい）は、地対艦ミサイル連隊隷下に編成されている。一部の地対艦ミサイル連隊隷下に独立中隊として編合されている。
- 火力支援中隊（かりょくしえんちゅうたい）は、即応機動連隊隷下に編成される重迫撃砲を装備する野戦特科部隊である。
- 多連装ロケット中隊（たれんそうロケットちゅうたい）は、第2特科団隷下に独立中隊として編合される多連装ロケットシステム（MLRS）を装備する野戦特科部隊である。
- 情報中隊（じょうほうちゅうたい）は、第1特科団隷下に編合されている。
- 観測中隊（かんそくちゅうたい）は、特科連隊等隷下に編成されている。
- 火力誘導中隊（かりょくゆうどうちゅうたい）は、水陸機動団特科大隊隷下に編成されている。

### 高射特科の中隊
- 本部管理中隊（ほんぶかんりちゅうたい）は、高射特科連隊、高射特科大隊、高射教導隊等隷下に編成されている。高射特科群に編合されている。

- 高射中隊（こうしゃちゅうたい）は、高射特科連隊、高射特科大隊、高射教導隊等隷下に編成されている。高射特科群隷下に独立中隊として編合されている。

- 指揮情報中隊（しきじょうほうちゅうたい）は、高射特科大隊等隷下に編成されている。

### 機甲科の中隊
- 本部管理中隊（ほんぶかんりちゅうたい）は、戦車連隊、偵察戦闘大隊、機甲教導連隊等隷下に編成されている。廃止された戦車大隊に編成されていた。廃止された戦車群に編合されていた。

- 戦車中隊（せんしゃちゅうたい）は、戦車連隊、戦車隊、機甲教導連隊、部隊訓練評価隊等隷下に編成される戦車を装備する機甲科部隊である。廃止された戦車大隊に編成されていた。廃止された戦車群に独立中隊として編合されていた。一部の旅団に旅団長直轄部隊として編成されていた。

- 機動戦闘車中隊（きどうせんとうしゃちゅうたい）は、一部の即応機動連隊、機動戦闘車隊、機甲教導連隊等隷下に編成されている。

- 戦闘中隊（せんとうちゅうたい）は、偵察戦闘大隊、機甲教導連隊等隷下に編成されている。

- 偵察中隊（ていさつちゅうたい）は、水陸機動団、偵察戦闘大隊隷下に編成されている。
- 戦闘上陸中隊（せんとうじょうりくちゅうたい）は、戦闘上陸大隊隷下に編成される水陸両用車（AAV7）を装備する機甲科部隊である。

### 施設科の中隊等
- 施設団本部付隊（しせつだんほんぶつきたい）は、施設団隷下に編成され陸上自衛隊の施設科部隊である。施設団の本部を直接支援する部隊で、団本部の指揮幕僚活動、団本部幹部を含む教育訓練、各種検定、管理事項全般を支援・実施する。武隊旗は中隊旗（乙）を使用する。
- 本部管理中隊（ほんぶかんりちゅうたい）は、施設群、施設大隊、施設教導隊等隷下に編成されている。

- 施設中隊（しせつちゅうたい）は、第1空挺団、水陸機動団、中央即応連隊、施設大隊、施設教導隊等隷下に編成されている。施設群隷下に独立中隊として編合されている。

- ダンプ車両中隊（ダンプしゃりょうちゅうたい）は、施設団隷下に独立中隊として編合されている。

- 水際障害中隊（すいさいしょうがいちゅうたい）は、施設団、施設群隷下に独立中隊として編合されている。施設教導隊等隷下に編成されている。

- 施設器材中隊（しせつきざいちゅうたい）は、施設教導隊に編成されている。施設群隷下に独立中隊として編合されていた。

- 特殊器材中隊（とくしゅきざいちゅうたい）は、施設器材隊隷下に編成されている。

- 架橋中隊（かきょうちゅうたい）は、施設器材隊隷下に編成されている。

- 坑道中隊（こうどうちゅうたい）は、施設団、施設群隷下に独立中隊として編合されていた。

- 浮橋中隊（ふきょうちゅうたい）は、第3施設団隷下に独立中隊として編合されていた。

- パネル橋中隊（パネルきょうちゅうたい）は、第3施設団隷下に独立中隊として編合されていた。

### システム通信科の中隊
- 本部中隊

方面システム通信群隷下に編成されている。
- 本部管理中隊

通信大隊、通信教導隊等隷下に編成されている。
- 指揮所通信中隊

指揮所通信大隊隷下に編成されている。中央野外通信群に独立中隊として編合されている。
- 通信支援中隊

指揮所通信大隊隷下に編成されている。
- 中枢交換通信中隊

方面システム通信群に独立中隊として編合されている。
- 基地通信中隊

基地システム通信大隊に独立中隊として編合されている。
- 基地システム通信中隊

基地システム通信大隊に独立中隊として編合されている。
- 映像写真中隊

第301映像写真中隊がシステム通信団に独立中隊として編合されている。
- 高射搬送通信中隊（こうしゃはんそうつうしんちゅうたい）は、高射特科群に独立中隊として編合されている。

- 電子戦中隊（でんしせんちゅうたい）は、電子作戦隊に独立中隊として編合されている。第301電子戦中隊（健軍駐屯地）と第302電子戦中隊（東千歳駐屯地）の2個中隊が編成されている。

- 重搬送中隊

第101搬送通信大隊に編成されている。
- 構成中隊

第101搬送通信大隊に編成されている。
- 搬送通信中隊（廃止）

方面通信群に独立中隊として編合されていた。

### 武器科の中隊
- 武器中隊

武器教導隊等に編成されている。
- 高射直接支援中隊

高射特科群等に独立中隊として編合されている。
- 弾薬中隊

方面後方支援隊に独立中隊として編合されている。弾薬大隊隷下に編成されている。

### 需品科の中隊
- 補給中隊

旅団後方支援隊、補給大隊隷下に編成されている。
- 落下傘整備中隊

第1空挺団後方支援隊隷下に編成されている。

### 輸送科の中隊
- 輸送中隊

方面輸送隊、陸上自衛隊輸送学校に独立中隊として編合されている。

### 化学科の中隊
- 化学発煙中隊（廃止）

陸上自衛隊化学学校に隷属していた。

### 警務科の中隊
- 保安警務中隊

方面警務隊に独立中隊として編合されている。

### 衛生科の中隊
- 治療中隊（廃止）は、

後方支援連隊衛生隊隷下に編成されていた。

### 諸職種混成部隊の中隊
- 整備中隊（せいびちゅうたい）は、後方支援隊の隷下に編成されている。
- 直接支援中隊（ちょくせつしえんちゅうたい）
- 火器車両整備中隊（かきしゃりょうせいびちゅうたい）は、後方支援連隊第1整備大隊の隷下に編成されている。
- 即応機動直接支援中隊（そくおうきどうちょくせつしえんちゅうたい）は、後方支援連隊第2整備大隊の隷下に編成されている。
- 普通科直接支援中隊（ふつうかちょくせつしえんちゅうたい）は、後方支援連隊第2整備大隊の隷下に編成されている。
- 戦車直接支援中隊（せんしゃちょくせつしえんちゅうたい）は、第7後方支援連隊第2整備大隊の隷下に編成されている。
- 高射直接支援中隊（こうしゃちょくせつしえんちゅうたい）は、第7後方支援連隊第2整備大隊の隷下に編成されている。方面後方支援隊の隷下に独立中隊として編合されている。
- 特科直接支援中隊（とっかちょくせつしえんちゅうたい）は、後方支援連隊第2整備大隊の隷下に編成されている。方面後方支援隊の隷下に独立中隊として編合されている。

- 後方支援中隊（こうほうしえんちゅうたい）は、第2混成団隷下に編成されていた。

## アメリカ軍

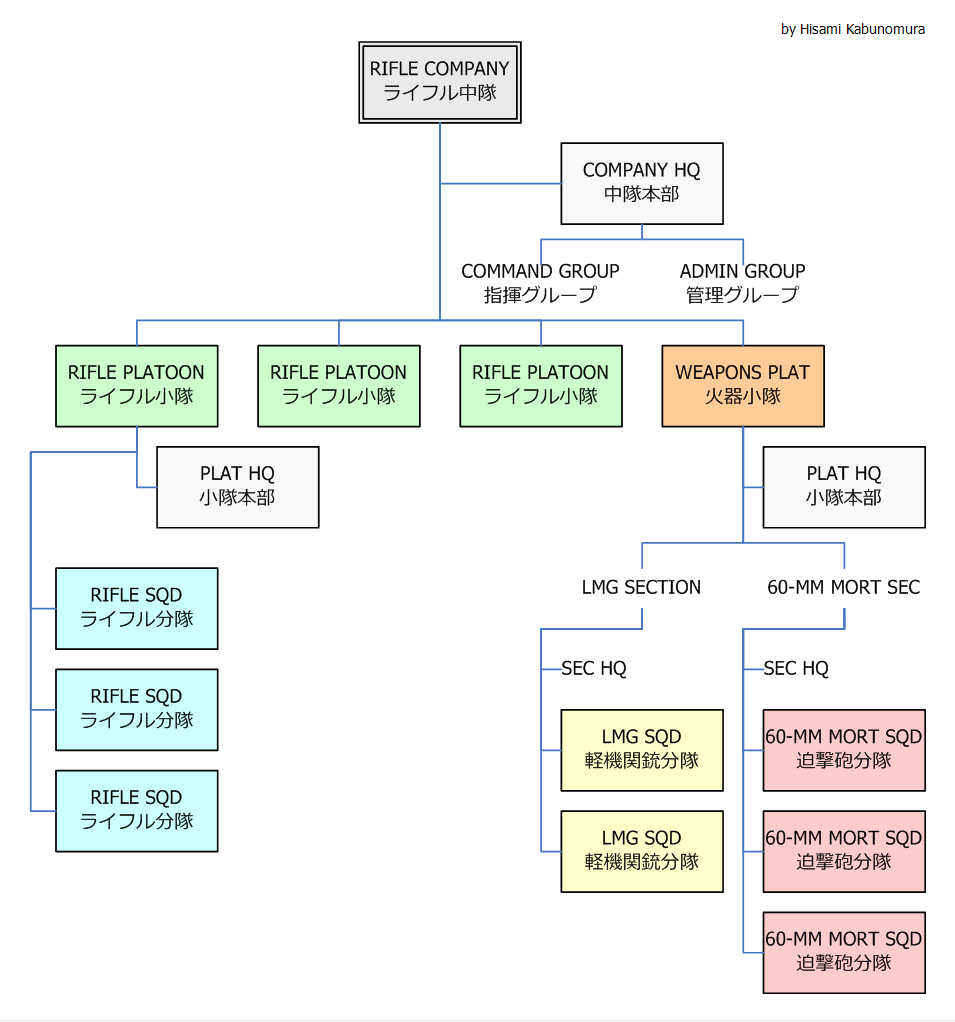
米軍ライフル中隊の編成（1941）
歩兵野戦教範「INFANTRY FIELD MANUAL(2 JUN 1941)」より

第二次世界大戦におけるアメリカ軍では歩兵中隊は小銃小隊3個と火器小隊1個を基幹として編成されていた。中隊単位でも迫撃砲と機関銃による火力支援を持っている。

## 日本の警察
日本の警察でも、警備などで集団警備力を発揮するために部隊編成を行う際には中隊が編成される。機動隊などでは常設されており、例えば警視庁機動隊の場合、10個ある各機動隊はそれぞれ隊本部と4個中隊から編成されている。各中隊は警部を中隊長として、約70名が3個小隊に編成されている。